# Teodozjusz (hospodar wołoski)
Teodozjusz (rum. Teodosie; zm. 1522) – hospodar Wołoszczyzny w latach 1521 i 1521-1522.
Był synem hospodara Neagoe Basaraba, pochodzącego najprawdopodobniej z rodu Craiovești. Objął tron wołoski po śmierci swego ojca, jednak bardzo szybko został z niego usunięty. Powrócił na tron pod koniec 1521, jednak w roku następnym został pokonany i zginął w bitwie.